# The Tourist (série de televisão)
The Tourist (bra: O Turista) é uma série de televisão dramática e de suspense, escrita por Harry Williams e Jack Williams e dirigida por Chris Sweeney.  É protagonizada por Jamie Dornan. A série estreou em 1º de janeiro de 2022 na BBC One no Reino Unido, no dia seguinte no serviço de streaming Stan na Austrália e em 3 de março na HBO Max nos EUA. É distribuído internacionalmente pela All3Media.
Em março de 2022, a série foi oficialmente renovada para uma segunda temporada. As filmagens começaram em abril de 2023.

## Elenco
- Jamie Dornan como O Homem/Elliot Stanley
- Danielle Macdonald como Policial Estagiário Helen Chambers
- Shalom Brune-Franklin como Luci Miller/Victoria/Emma Halliwell
- Ólafur Darri Ólafsson como Billy Nixon
- Alex Dimitriades como Kosta Panigiris
- Genevieve Lemon como Sue
- Danny Adcock como Ralph
- Damon Herriman como Detetive Lachlan Rogers
- Alex Andreas como Dimitri Panigiris
- Maria Mercedes como Freddie Lanagan
- Michael Ibbotson como Peter, o Policial
- Kamil Ellis como Sargento Rodney Lammon
- David Collins e Shane Dundas como Arlo e Jesse, pilotos de helicóptero

## Lançamento
O primeiro episódio da série foi lançado no Reino Unido em 1 de janeiro de 2022. Mais tarde, todos os seis episódios foram lançados no BBC iPlayer. Com uma audiência geral de 18 milhões de visualizações em seu lançamento, a série se tornou o terceiro lançamento dramático de maior sucesso para o iPlayer. Em março de 2022, tornou-se a série mais assistida da plataforma.

## Recepção
No Rotten Tomatoes, a série detém um índice de 97% de aprovação com base em 33 críticas com uma nota média de 7,60/10. O consenso dos críticos do site diz: "Jamie Dornan convence através de The Tourist, um drama sedutor que aprofunda seu mistério com choques sólidos e momentos bem-vindos de leviandade". No Metacritic, o programa tem uma pontuação média ponderada de 81 em 100 com base em 11 avaliações, indicando "aclamação universal".
Lucy Mangan escreveu no The Guardian: "Este thriller do escritor de The Missing é divertido, elegante e claramente ainda tem muitas reviravoltas na manga". Embora Ed Cumming do The Independent o tenha abordado como o melhor trabalho de Dornan até então, Lauren Morris no Radio Times o descreveu como "um mistério imprevisível e assustador que te surpreende com altas risadas em momentos de ridículo". O The Guardian classificou-o em 24º lugar em sua lista dos melhores programas de televisão de 2022. Também se tornou a série de drama mais assistida de 2022 no Reino Unido.